# 市博物馆站
市博物馆站是南宁轨道交通3号线的地铁车站，位于中华人民共和国广西壮族自治区南宁市良庆区彩凤路与博艺路交叉口，于2019年6月6日开通。

## 车站结构
市博物馆站位于彩凤路与博艺路交叉口，沿彩凤路设置，呈南北走向，为地下三层岛式站台车站，车站长151米，标准段宽21.9米，车站地下一层为站厅层，地下二层为设备层，地下三层为站台层，站台设置全高站台门。
| 地面              | 出入口 | A、B、C、D出入口                                                                                                |
| 地下一层          | 站厅   | 客服中心、自动售票机、验票机                                                                                    |
| 地下二层          | 设备   | 车站设备 |
| 地下二层          | 站台   | \| \| \| █ 3号线往科园大道（青秀山） \| \| 島式 · 開左邊车门 \| \| \| \| \| \| █ 3号线往平良立交（总部基地） \| |
|                   |        | █ 3号线往科园大道（青秀山）                                                                                     |
| 島式 · 開左邊车门 |        | |
|                   |        | █ 3号线往平良立交（总部基地）                                                                                   |

## 出入口
市博物馆站共有4个出入口，各出口及周围设施如下所示：
| 编号                | 出入口信息                                                                                         | 照片 | 无障碍设施 |
| ------------------- | -------------------------------------------------------------------------------------------------- | ---- | ---------- |
| A · 出口            | 彩凤路，博艺路                                                                                     |      | 不適用     |
| B · 出口            | 彩凤路，博艺路，云兴街，龙村路，玉凤路                                                             |      | 不適用     |
| C · 出口            | 彩凤路，博艺路，云兴街，金龙路，玉凤路                                                             |      | 不適用     |
| D · 出口 · （设有） | 彩凤路，博艺路，金龙路，云龙街，玉凤路，平江路，市博物馆，金龙路小学，良庆区第一实验幼儿园金龙分园 |      |            |
| 图例： 设有         | |      |            |

## 接驳交通

### 公交车
- 博艺金龙路口：49路，117路
- 博艺龙村路口：49路，117路

## 车站历史
本站工程名为博艺路站，正式站名为市博物馆站，以车站临近的南宁博物馆命名。
- 2016年
  - 8月31日，车站主体结构封顶[4]。
  - 11月28日，车站主体与附属结构封顶[3]。
- 2019年6月6日，车站随3号线一期通车开通[2]。